# Circuito de Jerez
El Circuito de Jerez-Ángel Nieto es un autódromo de 4.423,101 m. (3,152 millas) de longitud, situado en la ciudad de Jerez de la Frontera, provincia de Cádiz, Andalucía, España. Fue inaugurado en 1985. El proyecto fue liderado por el ingeniero español Manuel Medina Lara, a partir de una idea preliminar de Sandro Rocci. El circuito se encuentra junto a la autovía , a la altura de la urbanización de Monte Castillo.

## Historia

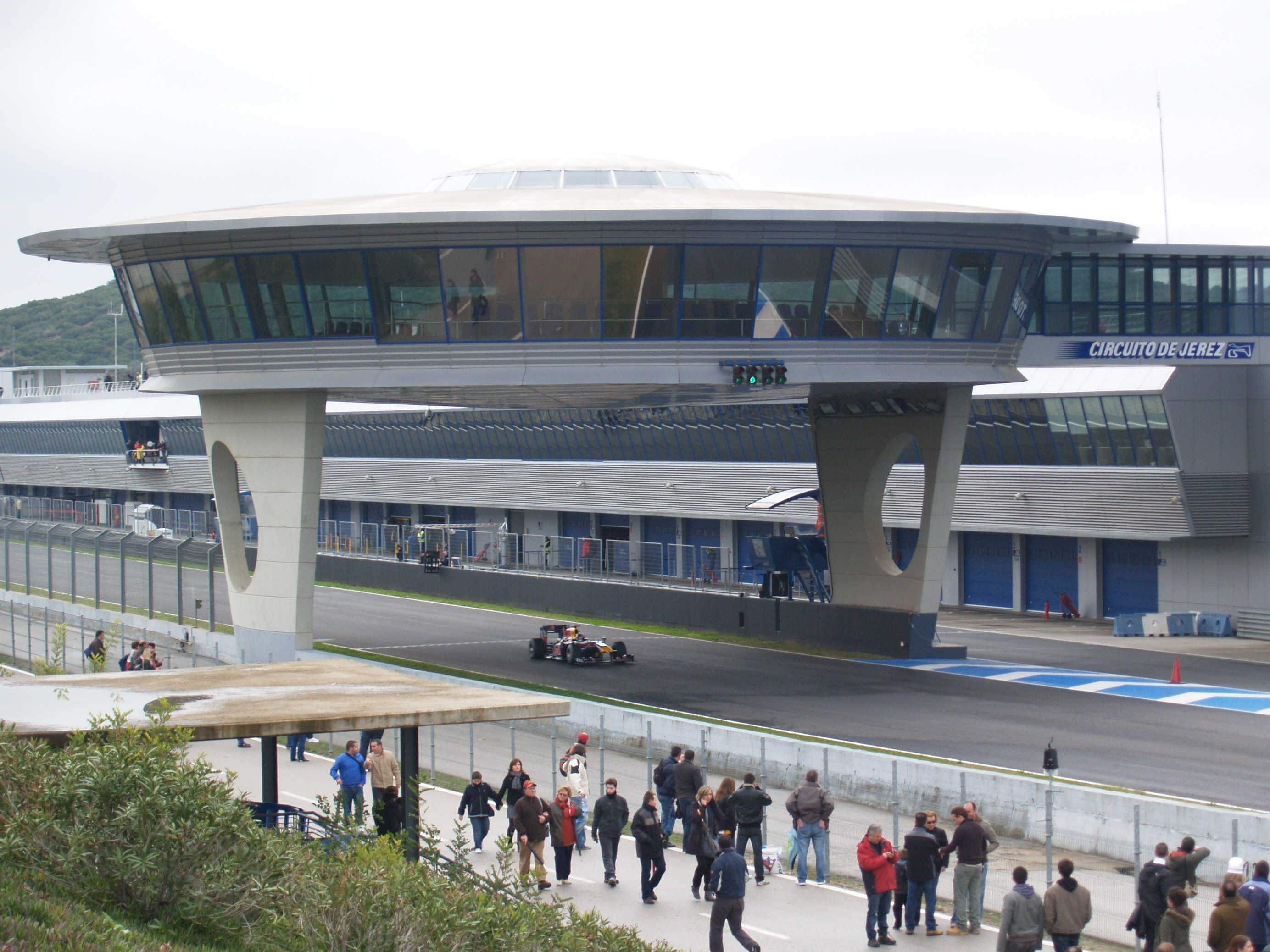
Sebastian Vettel con el Red Bull RB6 pasando bajo el "ovni".

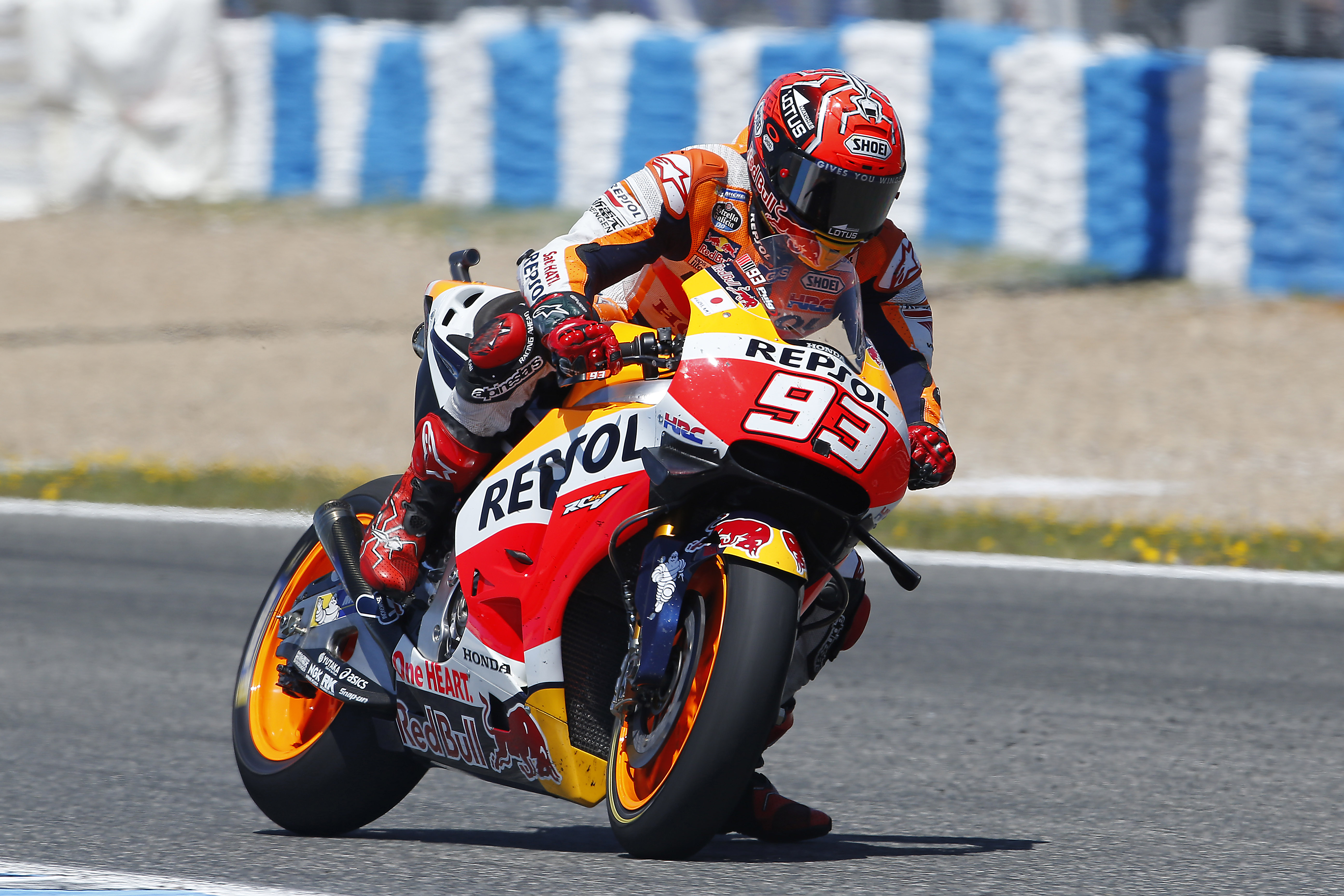
Marc Márquez durante el Gran Premio de España de Motociclismo de 2016.

El Circuito de Jerez vino a sustituir al trazado urbano que en El Portal albergaba el Gran Premio Nuestra Señora de la Merced. Fruto del interés de la ciudad por el mundo del motor (como el Rally del Sherry), se construyó el circuito en 1985 por iniciativa del entonces alcalde Pedro Pacheco Herrera (y diseño de Sandro Rocci) para albergar el Gran Premio de España de Fórmula 1, aun cuando la Fórmula 1 no gozaba de mucha fama en España. El circuito fue inaugurado el 8 de diciembre de 1985 albergando una prueba del Campeonato de España de Turismos sin tener acabadas del todo las obras.
A pesar de albergar grandes carreras, como la victoria de Ayrton Senna por solo 14 milésimas de segundo en 1986, perdió la organización de la carrera a manos del Circuito de Cataluña tras la edición 1990. En 1994, la organización del circuito realizó mejoras en la seguridad, incluyendo una nueva chicana en la curva Senna. Debido a ello, Jerez volvió a ser sede de una carrera de Fórmula 1, esta vez del Gran Premio de Europa en los años 1994 y 1997, carrera esta última en la que se vivió un intenso duelo por el título entre Michael Schumacher y Jacques Villeneuve que terminó con el abandono y la descalificación del primero y la coronación del segundo. El circuito fue inhabilitado de celebrar carreras de Fórmula 1 de por vida tras una controversia en el podio en la edición de 1997.
El circuito también ha sido sede del Gran Premio de España de Motociclismo desde 1987, dato destacado por ser el trazado del Campeonato del Mundo de Motociclismo con más GP celebrados de forma ininterrumpida.En 1988 se llamó Gran Premio Expo 92, como forma de sustituir al cancelado Gran Premio de Portugal y no colisionar con la otra carrera española en el circuito del Jarama.
Durante 2005, se repavimentó la pista. Se esperaba que la Champ Car World Series corriera allí en 2008 hasta que la serie fue cancelada a principios de año después de fusionarse con la IndyCar Series. Jerez también ha albergado fechas del Campeonato Mundial de Resistencia (desde 1986 hasta 1988), la BPR Global GT Series (en 1995), el Campeonato Mundial de Superbikes (en 1990), la Fórmula 3000 Internacional (desde 1988 hasta 1991 y en 1997), la World Series by Renault (en 2004, 2014 y 2015), la Fórmula 3000 Europea (desde 2002 hasta 2004 y en 2008) y la Superleague Formula (en 2008). Entre otras categorías españolas, portuguesas y regionales, desde 2014 las World Series by Renault volvieron al trazado jerezano tras 10 años de ausencia al firmarse un contrato de 2 años para la celebración de la carrera de Fórmula Renault 3.5 y Fórmula Renault 2.0. Otras categorías automovilísticas destacadas que han pasado por el circuito fueron la FIA Fórmula 2 y la GP3 Series en 2017, categorías que programan cada invierno entrenamientos pretemporada en este circuito. El circuito no solo alberga carreras, sino que está en uso prácticamente los 365 días del año, lo que supone un importante impulso para su entorno.
El 14 de noviembre de 2008, la Junta de Andalucía entró en el accionariado del circuito y compró al Ayuntamiento de Jerez de la Frontera el 33% del total de las acciones por un importe de 17 millones de euros. Con este movimiento, el Ayuntamiento de Jerez se asegurará dejar de hacer frente en exclusiva de los gastos derivados del mismo, y la Junta de Andalucía obtiene un control parcial sobre un factor importante de turismo y promoción de la región.
En 2017 se re-inaugura la pista interior del circuito para albergar competiciones de Cross Country y Motocross. y al año siguiente se le cambia el nombre, para pasar a denominarse Circuito de Jerez-Ángel Nieto, en memoria al motociclista.

## Datos sobre el trazado
|                               |
| Trazado principal (1985–1992) |

|                           |
| Trazado principal (1992-) |

Obras importantes
- 1985: Inauguración
- 1992: Se elimina la chicane trasera y se sustituye por una larga parabólica y una ampliación de esa recta. El trazado pasa de 4218 a 4423 metros.
- 1994: Se añade la chicane Senna en el interior de la curva 11. Usándola el trazado pasa a medir 4428 metros.
- 2001-2002: Remodelación de todos los edificios de boxes. Se añade el edificio "ovni" sobre la línea de salida.
- 2004: Modificación del carril de salida de boxes. Mejora de las escapatorias de las curvas 9, 12 y 13.
- 2008: Asfaltado de las escapatorias de las curvas 1, 2, 5, 6, 9 y última curva.

### Homenajes

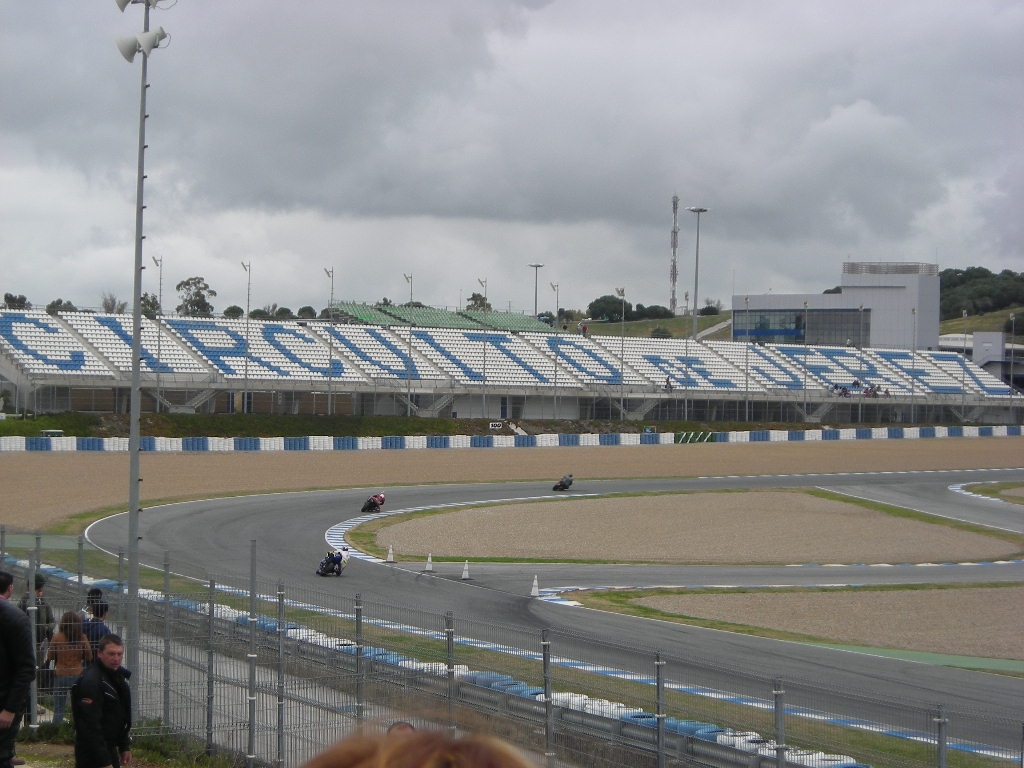
Curva Àlex Crivillé y Chicanne Senna.

- Curva 1: Expo '92, exposición universal celebrada en Sevilla en 1992.
- Curva 2: Michelin, empresa francesa especializada en la fabricación de neumáticos.
- Curva 5: Sito Pons, piloto catalán de motociclismo, 2 veces campeón del mundo en 250cc.
- Curva 6: Dani Pedrosa, piloto catalán de motociclismo, 2 veces campeón del mundo en 250cc y 1 en 125cc. (llamada Dry Sack hasta 2019).[16][17]
- Curva 7: Carmelo Ezpeleta, dirigente deportivo catalán, relacionado con el motociclismo y automovilismo.[18]
- Curva 8: Jorge Martínez Aspar piloto valenciano de motociclismo, 3 veces campeón del mundo en 80cc y 1 en 125cc.
- Curva 9 (y Circuito): Ángel Nieto, piloto madrileño de motociclismo, 7 veces campeón del mundo en 125cc y 6 en 50cc, fallecido en 2017.[19][20]
- Curva 10: Peluqui piloto andaluz de motociclismo, fallecido en 1966.[21][22]
- Curva 11: Alex Crivillé piloto catalán de motociclismo, campeón del mundo en 500cc y en 125cc (A la chicanne interior se le conoce popularmente como Chicanne Senna, ya que fue añadida tras la muerte del mítico Ayrton Senna).
- Curva 12: Ferrari, fabricante italiano de automóviles superdeportivos, también dedicada a Enzo Ferrari.
- Curva 13: Jorge Lorenzo, piloto balear de motociclismo, 3 veces campeón del mundo en Moto GP y 2 en 250cc. (llamada Ducados hasta 2013).[23][24]

## Instalaciones

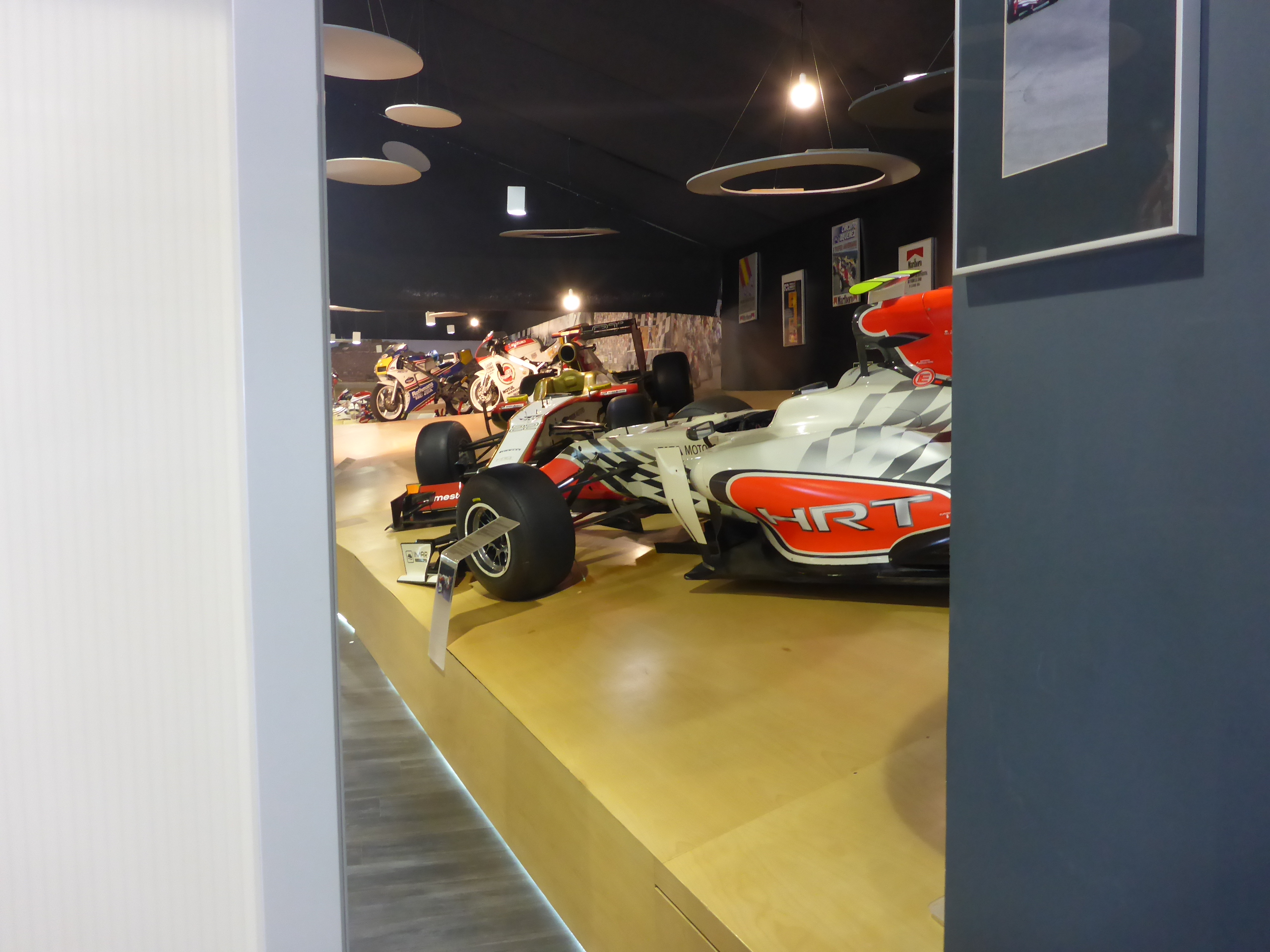
Un Hispania F111 y un Hispania F112, ambos expuestos en el museo.

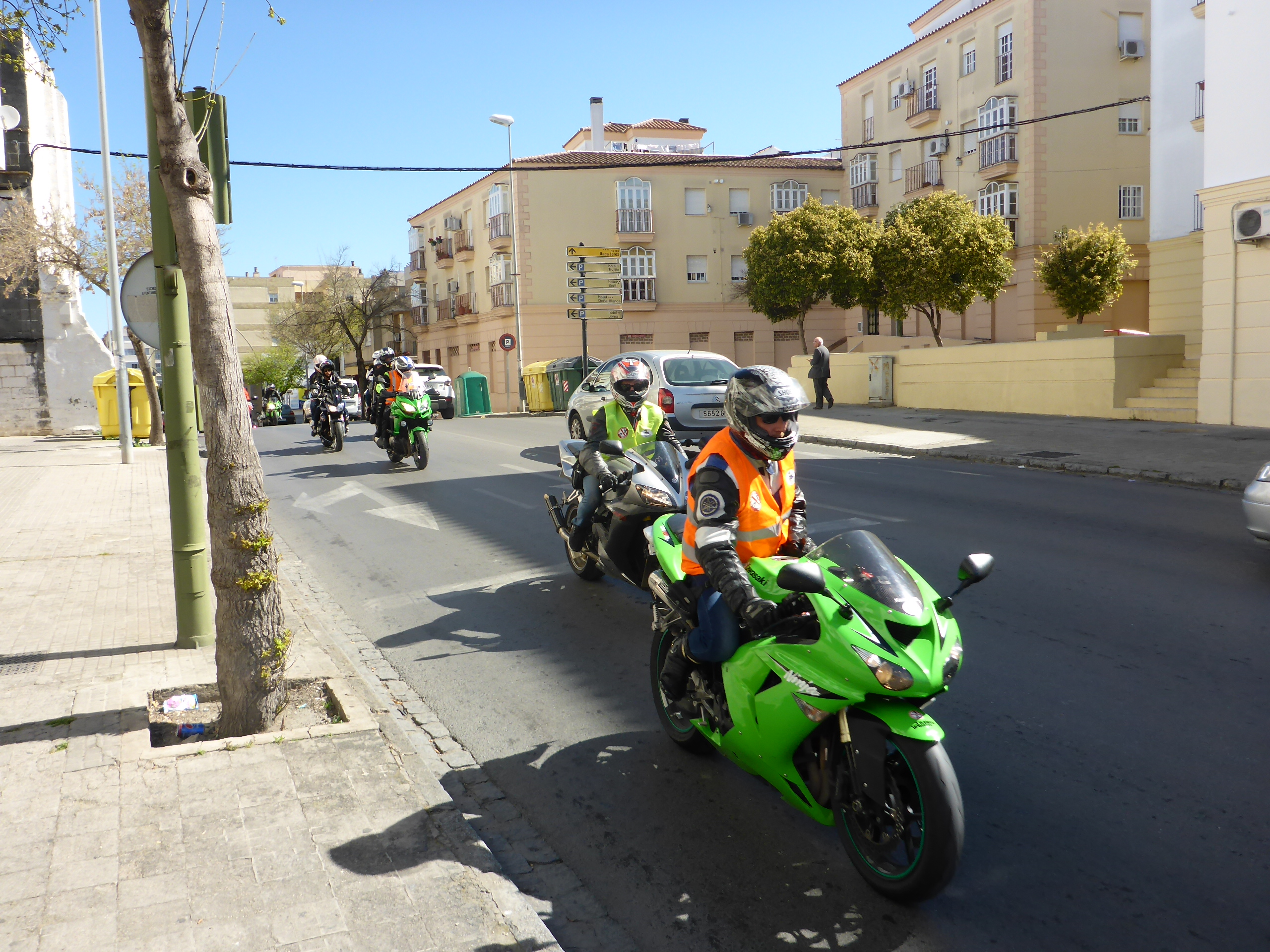
Concentración de aficionados moteros

En sus instalaciones tiene sede la Federación Andaluza de Automovilismo y también se colabora con entidades relacionadas con el mundo del motor de su entorno, como el  "Automóvil Club Jerez".
En 2013 se inaugura el Museo del Motor del Circuito de Jerez con una exposición temporal de motos de época, como la Derbi de Ángel Nieto, la Ducati 1199 R de Carlos Checa del Campeonato Mundial de Superbikes, la OSSA de 250cc de Santiago Herrero, entre otras, y coches de Fórmula 1, como un Williams FW11 pilotado por Nigel Mansell o un Arrows A20 pilotado por Pedro de la Rosa, con la intención de ofrecer una colección permanente en el futuro
En 2017 se abre una Escuela de Pilotos en el Circuito, con idea de que estos compitan en categorías nacionales

## Otros datos
La importancia para la ciudad queda evidente en el Paseo de la Fama del Motor inaugurado en 2015, que tiene losas firmadas por figuras internacionales (como Ángel Nieto o Giacomo Agostini) y otras locales como "Francisco Pacheco".
En 2015 González Byass anuncia que remodelará la Torre Tío Pepe del Circuito, La obra se realiza en 2018. aunque esta se quedó finalmente con la estructura al desnudo tras no completarse el proyecto.
La Junta de Andalucía anunció que en 2017 que los terrenos adyacentes usados normalmente como aparcamientos durante las competiciones, se construiría un Centro Tecnológico del motor a través de los fondos ITI. La partida inicial presupuestaria para el desarrollo de este parque según anunció la Junta, era de 3,2 millones de euros.  Sin embargo a día de hoy el proyecto no ha sido realizado.
En 2016 recibió el Distintivo SICTED de Compromiso de Calidad Turística del Comité de Distinción de la Secretaría de Estado de Turismo y en 2020 la Medalla de la provincia de Cádiz en su 35.º aniversario

## Ganadores

### Campeonato de Fórmula 2 de la FIA
| Año  | Piloto          | Escudería    | Fecha        | Resultados |
| ---- | --------------- | ------------ | ------------ | ---------- |
| 2017 | Charles Leclerc | PREMA Racing | 7 de octubre | Resultados |
| 2017 | Artiom Markélov | RUSSIAN TIME | 8 de octubre | Resultados |